# Stazione di Asakadai
La stazione di Asakadai (朝霞台駅?, Asakadai-eki) è una stazione ferroviaria situata nella città di Asaka della prefettura di Saitama, in Giappone, ed è servita dalla linea Tōbu Tōjō delle Ferrovie Tōbu.

## Linee
Ferrovie Tōbu
● Linea Tōbu Tōjō

## Struttura
La stazione è dotata di due marciapiedi a isola con quattro binari passanti in superficie, lungo la sezione a quattro binari della linea.
| 1 | ● Linea Tōbu Tōjō | per Shiki, Kawagoe, Sakado, Shinrinkōen e Ogawamachi |
| 2 | ● Linea Tōbu Tōjō | per Shiki, Kawagoe, Sakado, Shinrinkōen e Ogawamachi |
| 3 | ● Linea Tōbu Tōjō | Locali per Wakōshi, Narimasu e Ikebukuro via Linea Yurakucho per Shin-Kiba via Linea Fukutoshin per Shibuya, via linea Tōkyū Tōyoko per Yokohama e, via linea Minatomirai per Motomachi-Chūkagai |
| 4 | ● Linea Tōbu Tōjō | Semiespressi per Wakōshi, Narimasu e Ikebukuro |

## Stazioni adiacenti
| «               | Servizio        | »               |
| Linea Tōbu Tōjō | Linea Tōbu Tōjō | Linea Tōbu Tōjō |
| --------------- | --------------- | --------------- |
| Asaka           | Locale          | Shiki           |
| Asaka           | Semiespresso    | Shiki           |
| Wakōshi         | Rapido          | Shiki           |
| Wakōshi         | Espresso        | Shiki           |
| Transito        | Rap. pendolari  | Transito        |
| Transito        | Rap. espresso   | Transito        |
| Transito        | TJ Liner        | Transito        |